# Stoned (canción de The Rolling Stones)
«Stoned» fue editado en el Reino Unido por The Rolling Stones en el sello Decca el 1 de noviembre de 1963, como Cara B de su versión de "I Wanna Be Your Man". Grabado a primeros de octubre de 1963, fue la primera canción acreditada a "Nanker Phelge", y la primera composición original de la banda. Derivado o influido por "Green Onions" de Booker T. & The M.G.s, este instrumental bluesy no fue editado en los Estados Unidos en "tierras morales" hasta su inclusión en Singles Collection: The London Years en 1989. También apareció en 1973 en el Reino Unido la recopilación No Stone Unturned, y en Singles 1963-1965 (2004).

## Personal
- Mick Jagger – Voces
- Keith Richards – Guitarra
- Brian Jones – Armónica
- Bill Wyman – Bajo eléctrico
- Charlie Watts – Batería
- Ian Stewart – Piano